# Richmond Boakye
Richmond Boakye (Acra, 28 de janeiro de 1993) é um futebolista profissional ganês que atua como atacante. Atualmente joga no Górnik Zabrze.

## Carreira
Richmond Boakye fez parte do elenco da Seleção Ganesa de Futebol na Campeonato Africano das Nações de 2013.

## Títulos
Gana
- Campeonato Africano das Nações: 2015 4º Lugar.